# Piedra rúnica de Tillinge
La piedra rúnica de Tillinge, es una pieza de la Era vikinga de estilo Ringerike encontrada en la iglesia de Tillinge en Uppland, Suecia. 
La inscripción no está firmada pero ha sido atribuida a un artista rúnico llamado Torbjörn o Gunnar. Se clasifica en la base de Rundata con el código U 785.

## Descripción
La piedra de Tillinge consiste en un texto grabado dentro de una imagen con forma de serpiente. Inicialmente se encontró empotrada en un muro, pero no se pudo leer toda la inscripción hasta que se retiró en 1946 y apareció frente a la iglesia. Muchas piedras rúnicas fueron recicladas como materiales para la construcción de carreteras, puentes, muros y edificios antes de comprender su importancia histórica. La inscripción está fechada en la primera mitad del siglo XI, escrita en nórdico antiguo y de estilo futhark joven.
La piedra de Tillinge fue erigida por un hombre en memoria de su hermano que murió en Serkland, y acaba con una oración por el alma del hermano.
Aunque la temática puede referirse a las incursiones de Ingvar el Viajero, un caudillo que dirigió las expediciones vikingas al mar Caspio, no se incluyen en el grupo de piedras rúnicas de Ingvar ya que no se menciona al personaje en particular. De todas formas, la piedra es un memorial a un varego que murió prestando servicio en Asia.

## Inscripción

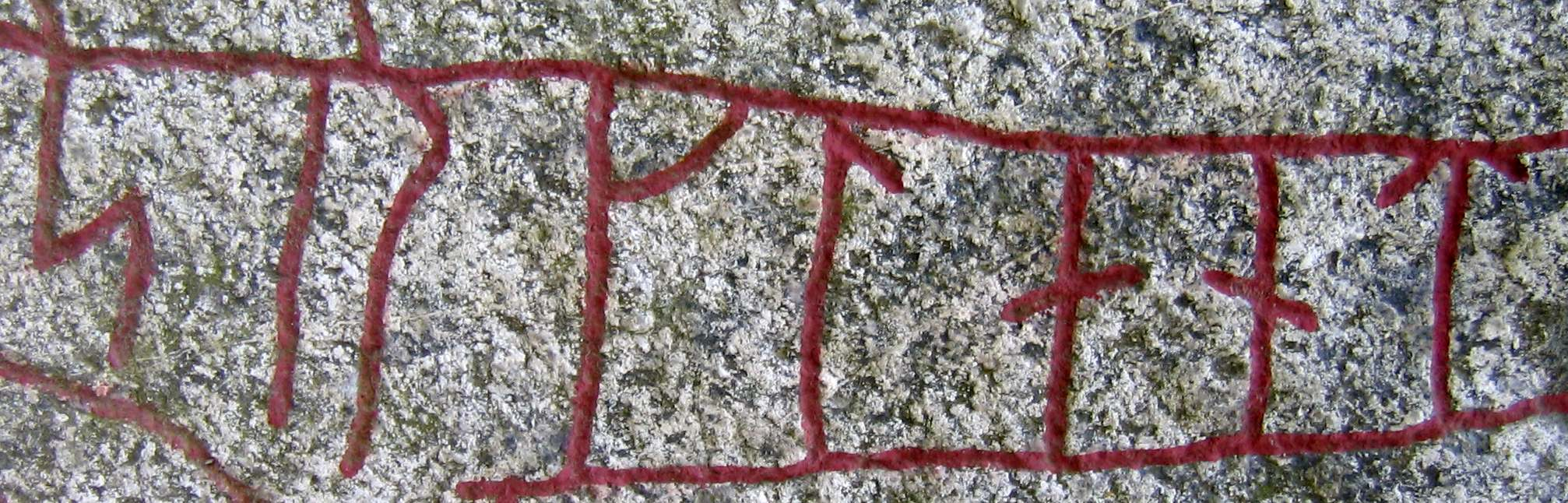
Runas para srklant o Serkland en la piedra rúnica de Tillinge.

### En caracteres latinos
uifas-- ... : risa : s(t)in : þ(t)ino : ub : at : k-þmunt : bruþur : sin : han : uarþ : tuþr : a : srklant- kuþ halbi : ant : ans

### EnNórdico antiguo
Vifas[tr] [let] ræisa stæin þenna upp at G[u]ðmund, broður sinn. Hann varð dauðr a Særkland[i]. Guð hialpi and hans.

### En castellano
Véfastr ha levantado esta piedra en memoria de Guðmundr, su hermano. Murió en Serkland. Que Dios guarde su alma.